# Фицрой, Хью, 11-й герцог Графтон
Хью Денис Чарльз Фицрой (англ. Hugh Denis Charles FitzRoy, 3 апреля 1919 ― 7 апреля 2011) ― 11-й герцог Графтон. Был сыном Чарльза Фицроя, 10-го герцога Графтона, и его первой жены леди Дорин Марии Джозефы Сидни Бакстон, второй дочери Сиднея Бакстона, 1-го графа Бакстона. В 1936—1970 годах носил титул учтивости граф Юстон.

## Жизнь и карьера
Хью Фицрой родился в 1919 году в Кейптауне, Южно-Африканский Союз. Он происходит от Генри Фицроя, 1-го герцога Графтона, внебрачного сына короля Англии Карла II и Барбары Вильерс.
Хью получил образование в Итонском колледже и в колледже Магдалины в Кембридже. Впоследствии он служил в гренадерской гвардии, и в течение трех лет с 1943 года был адъютантом генерал-губернатора Индии фельдмаршала виконта Уэйвелла. В 1970 году, после смерти отца, Фицрой унаследовал семейные титулы.
Герцог Графтон посвятил большую часть своей жизни сохранению и защите исторических зданий. Он был председателем, а затем президентом Общества защиты древних построек, а также в разное время возглавлял Фонд охраны исторических церквей, Фонд архитектурного наследия, Консультативную комиссию Собора англиканской церкви и Музей сэра Джона Соуна .
Герцог был членом Совета по историческим зданиям с момента его основания в 1953 году, и пока он не сменил своего отца на посту герцога в 1970 году, он был администратором Национального фонда в Сассексе и Кенте, а затем и в Восточной Англии. Он также был заместителем председателя Национальной портретной галереи.
Домом герцога Графтон был Юстон-холл, недалеко от Тетфорда. Он стал Рыцарем Подвязки в 1976 году. Он умер в 2011 году в Юстон-холле, Суффолк.

## Брак и дети
С 12 октября 1946 года он женился на Энн Фортуне Смит. У них было пятеро детей:
- Джеймс Оливер Чарльз Фицрой, граф Юстон (13 декабря 1947 — 1 октября 2009), женился на леди Клэр Амабель Маргарет Керр, дочери 12-го маркиза Лотиана, имел сына Генри Фицроя, 12-го герцога Графтона, и четырёх дочерей.
- Леди Генриетта Фортуна Дорин Фицрой (родилась 14 сентября 1949), жена Эдварда Сент-Джорджа.
- Леди Вирджиния Мэри Элизабет Фицрой (родилась 10 апреля 1954), жена лорда Ральфа Керра, сына Питера Керра, 12-го маркиза Лотиана; брак расторгнут, детей нет.
- Лорд Чарльз Патрик Хью Фицрой (родился 7 января 1957), женат на Дайане Миллер-Стерлинг и имеет двух сыновей.
- Леди (Оливия) Роуз Милдред Фицрой (родилась 1 августа 1963), жена Гая Монсона, управляющего инвестиционными фондами, имеет двух дочерей, Оливию и Леонору.[5]